# ان‌جی‌سی ۳۴۸۶
ان‌جی‌سی ۳۴۸۶ (انگلیسی: NGC 3486) نام یک کهکشان در صورت فلکی شیر کوچک است.